# Micropentila fuscula
Micropentila fuscula är en fjärilsart som beskrevs av Grose-smith 1898. Micropentila fuscula ingår i släktet Micropentila och familjen juvelvingar. Inga underarter finns listade i Catalogue of Life.